# هانيلور أوير
هانيلور أوير (بالألمانية: Hannelore Kramm)‏ هي مغنية وممثلة نمساوية، ولدت في 30 مايو 1942 في لينتس في النمسا.

## وصلات خارجية
- هانيلور أوير على موقع IMDb (الإنجليزية)
- هانيلور أوير على موقع ميوزك برينز (الإنجليزية)
- هانيلور أوير على موقع أول موفي (الإنجليزية)
- هانيلور أوير على موقع ديسكوغز (الإنجليزية)
- هانيلور أوير على موقع قاعدة بيانات الفيلم (الإنجليزية)
- هانيلور أوير على موقع كينوبويسك (الروسية)